# Ottmar Begas
Ottmar Begas (* 10. Mai 1878 in Rom; † 16. Juni 1931 in Neapel) war ein deutscher Maler und Porträtist.

## Leben und Wirken
Ottmar Begas entstammte der Berliner Künstlerfamilie Begas. Er war der Sohn des Bildhauers Carl Begas d. J. (Berlin 1845–1916 Köthen) und Anna von Behr. Er war der Enkel des preußischen Hofmalers Carl Joseph Begas d. Ä. (1794–1854).
Nach seiner Kindheit in Köthen (Anhalt) und Kassel schlug Ottmar Begas schon früh die künstlerische Laufbahn ein. Bei seinem Vater begann er auch als Jugendlicher seine ersten zeichnerischen Studien, die er 1898 für kurze Zeit bei dem Maler Franz von Lenbach (1836–1904) in München fortsetzte. Es liegt nahe, dass sein Vater und sein Onkel, der Bildhauer Reinhold Begas (1831–1911) den Kontakt zu Lenbach herstellten, da sie sich durch einen Studienaufenthalt in Rom und durch eine gemeinsame Lehrtätigkeit an der Kunstschule in Weimar kannten.
Dieser kurzen Ausbildungszeit in München folgte 1900 eine Reise nach Texas sowie 1901 eine mehrmonatige Ostasienreise. Anschließend lebte Ottmar Begas als Bildnismaler und -zeichner in Berlin, unterbrochen von weiteren Reisen nach Italien und Mexiko. In diesen Jahren entstanden neben ethnologischen Studien Bildnisse zahlreicher Persönlichkeiten aus Kunst und Literatur des frühen 20. Jahrhunderts, darunter auch Porträts von Maxim Gorki. Einige seiner Zeitgenossen hielt er aber auch in Zeichnungen und Karikaturen auf den Marmortischplatten des Berliner „Café des Westens“ fest, in dem er zeitweise regelmäßig verkehrte (Ernst Pauly, 20 Jahre Café des Westens – Erinnerungen vom Kurfürstendamm, Berlin 1913/14).
Von 1919 bis 1921 war Begas in Bremen ansässig. Mit seiner zweiten Ehefrau Marie geb. Alberti lebte er von 1921 bis 1925 in der Villa Alberti in Goslar und verließ schließlich mit ihr Deutschland, um sich in Italien, in Neapel und auf Capri dauerhaft niederzulassen. Ottmar Begas starb am 16. Juni 1931, in Neapel durch Suizid.
Ottmar Begas war vorwiegend als Porträtist tätig. In seinen Arbeiten blieb der Einfluss seines Lehrers Lenbach, ungeachtet der nur kurzen Ausbildungszeit, deutlich sichtbar. Für Begas persönlich gehört jedoch der Bildnismaler Hans Holbein d. J. (1497–1543) zu seinen wichtigsten künstlerischen Vorbildern. Holbeins realistische Werke fanden sein größtes Interesse und regten sein künstlerisches Schaffen an.
Mit dem Studienaufenthalt in Japan versuchte sich Ottmar Begas von den traditionellen Bindungen des akademischen Historismus zu befreien. Er studierte, wie viele seiner modernen Künstlerkollegen des ausgehenden Jahrhunderts, die japanische Malerei, insbesondere die Farbanordnung in Flächen und die natürliche Farbgebung ohne Perspektive oder Hell-Dunkel Kontraste sowie die Technik des Aquarellierens. Dennoch bevorzugte er in seinen nachfolgenden Arbeiten die Verwendung von Pastell oder Kreide und malte selten in Aquarell oder in Öl.
Ottmar Begas zeigte in seinen Gemälden und Zeichnungen, dass das künstlerische Erbe der Familie auch in der dritten Generation noch weiterlebte.

## Werke
Das BEGAS HAUS, Museum für Kunst und Regionalgeschichte Heinsberg bewahrt den künstlerischen Nachlass des Malers mit ca. 200 Pastellkreidezeichnungen und Ölgemälden.